# Pablo de Rojas
Pour les articles homonymes, voir Rojas.
Pablo de Rojas (1549, Alcalá la Real -1611, Grenade) est un architecte et sculpteur espagnol actif à Grenade à partir de 1578. Créateur prolifique de nouveaux types sculpturaux, entre idéalisme et naturalisme, il marque d'une empreinte profonde et durable l'évolution de l'art religieux en Andalousie.

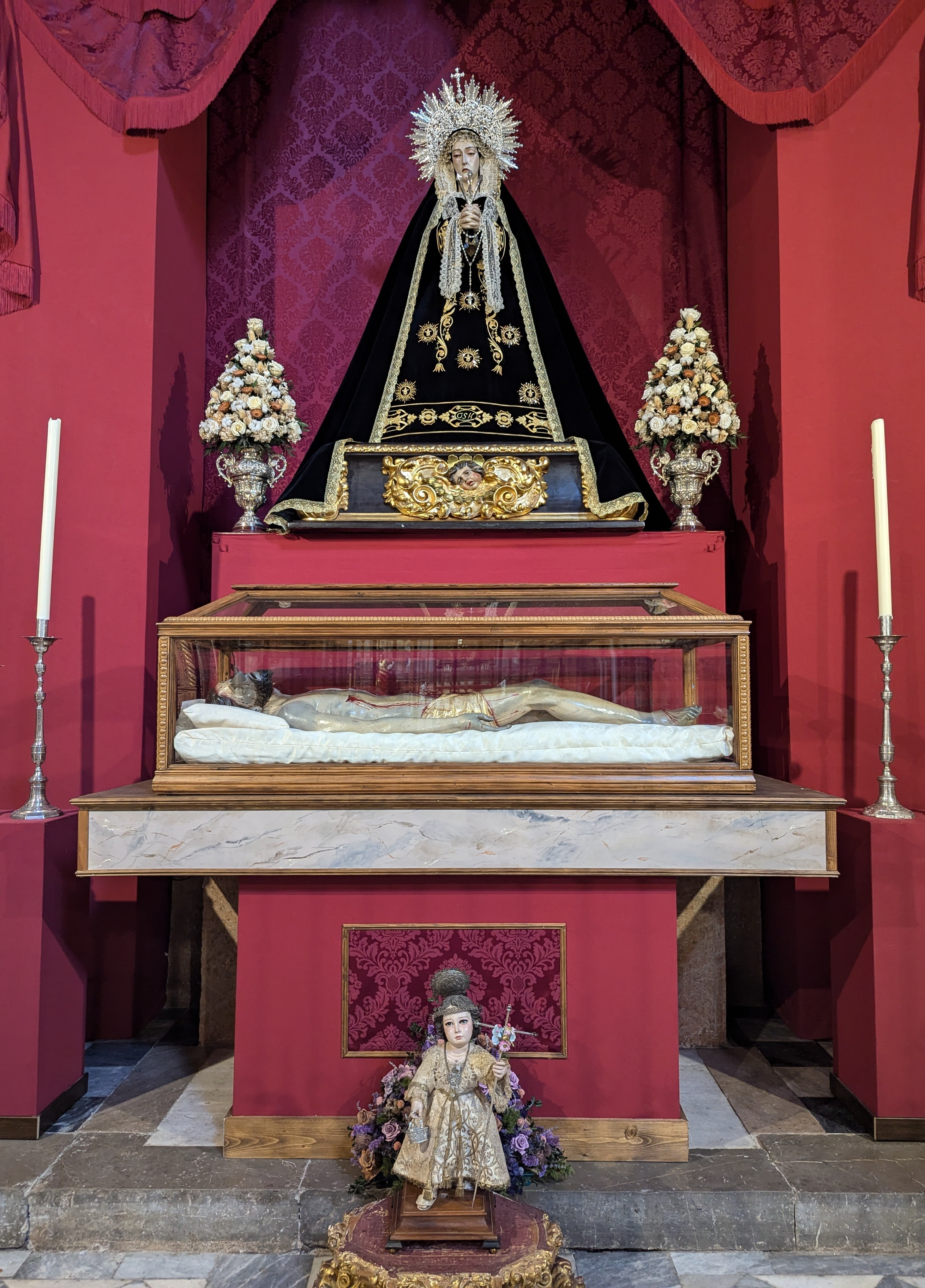
Statues de Notre-Dame de la Solitude (Pedro de Mena) et du Christ gisant (Pablo de Rojas), en l'église du monastère royal de Saint-Jérôme à Grenade.

## Biographie
Pablo de Rojas naît Pablo de Raxis le 16 novembre 1549 à Alcalá la Real (Jaén), dans une famille d'artistes dirigée par son père, le peintre Pedro Raxis l'Ancien, originaire de Cagliari (Sardaigne). Il emploie dans son atelier ses fils Melchor, Nicolás, Miguel et Pedro de Raxis el Mozo, qui y produisent retables, sculptures et tableaux. La famille est ainsi à l'origine d’une dynastie d'artistes (nommés Raxis ou bien Rojas) que l'on retrouvera, sur la longue durée, à Alcalá la Real, Grenade, Séville et jusqu'en Nouvelle-Espagne,.
La petite ville d'Alcalá la Real, siège d'une abbaye placée sous patronage royal, traverse à l'époque une période faste. Sa juridiction s'étend jusqu'à Cordoue et Jaén. La scène artistique y est fort vivante ; l'atelier  paternel, riche d'une imposante bibliothèque ramenée de Rome (« deux cent vingt-trois dessins imprimés et vingt-trois livres d'estampes et de traces et de musique ») est voisin de celui du brodeur Juan Martínez Montañés, père du futur sculpteur homonyme,.
Pablo, le dixième de la fratrie, castillanise son patronyme et se rend à Grenade, où il semble entrer en apprentissage auprès d'un certain Rodrigo Moreno (artiste mystérieux, auteur d'un Crucifix pour l'Escurial de Philippe),.

## Carrière artistique
Le 8 janvier 1578, il épouse Ana de Aguilar, qui lui survivra et ne lui donna pas de descendance. Ils s'installent dans le quartier de la rue Elvira où Pablo travaillera jusqu'à la fin de ses jours. C'est là qu'il formera Bernabé de Gaviria, neveu de son épouse, qui héritera plus tard de son atelier. C'est là également qu'il transmettra son art à son compatriote Juan Martínez Montañés. Les deux hommes resteront liés, même après le départ du second pour Séville.

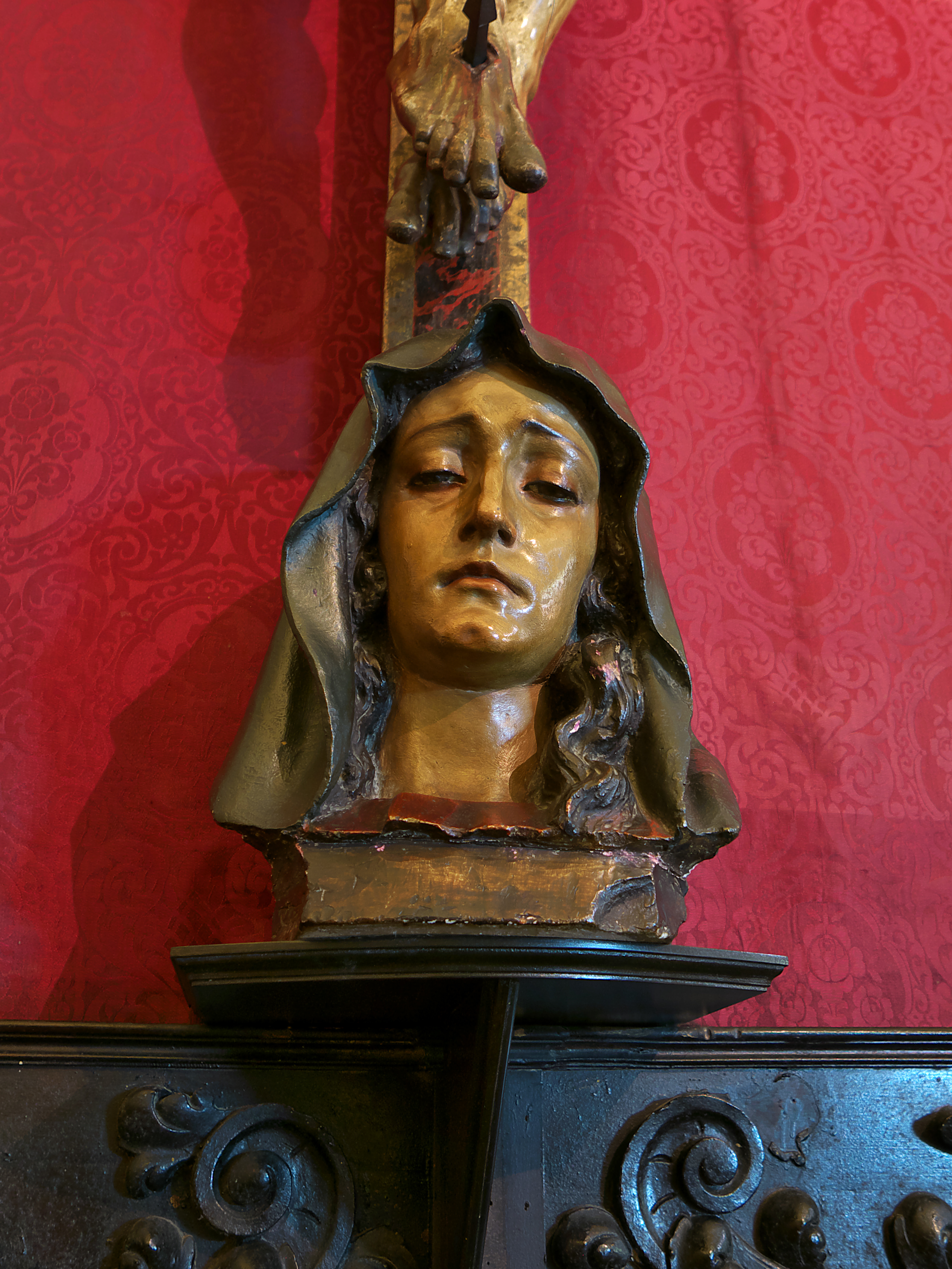
Buste de Dolorosa dans la sacristie de la basilique Notre-Dame des Angoisses, attribué à Pablo de Rojas (ca. 1582).

À la fin des années 1570, Pablo de Rojas anime donc à Grenade un atelier reconnu.
Il produit  une Crucifixion en ivoire pour le comte de Monteagudo, des tabernacles, des sculptures processionnelles et des crucifix. Sur un répertoire essentiellement religieux, il travaille pour le Chapitre de la Cathédrale, diverses paroisses, couvents et confréries. La documentation qui accompagne ces commandes a en grande partie disparu, mais on sait qu'en 1583 il a déjà réalisé un retable pour une chapelle du couvent de La Merced Calzada et, en 1596 il réalise pour un notaire un retable et plusieurs sculptures pour sa chapelle du couvent de la Victoria. De par contrat, les sculptures sont livrées en blanc, son neveu Pedro Raxis, se chargeant d'y apposer un décor polychrome. En 1586 il prend commande pour les sculptures du retable de la Virgen de la Antigua dans la cathédrale de Grenade,.
On sait qu'il participe, entre 1605 et 1609, au retable principal de la paroisse d'Albolote (Grenade), dessiné par Ambrosio de Vico, et réalisé avec  Miguel Cano, Martín de Aranda, Bernabé de Gaviria et Pedro Raxis,.

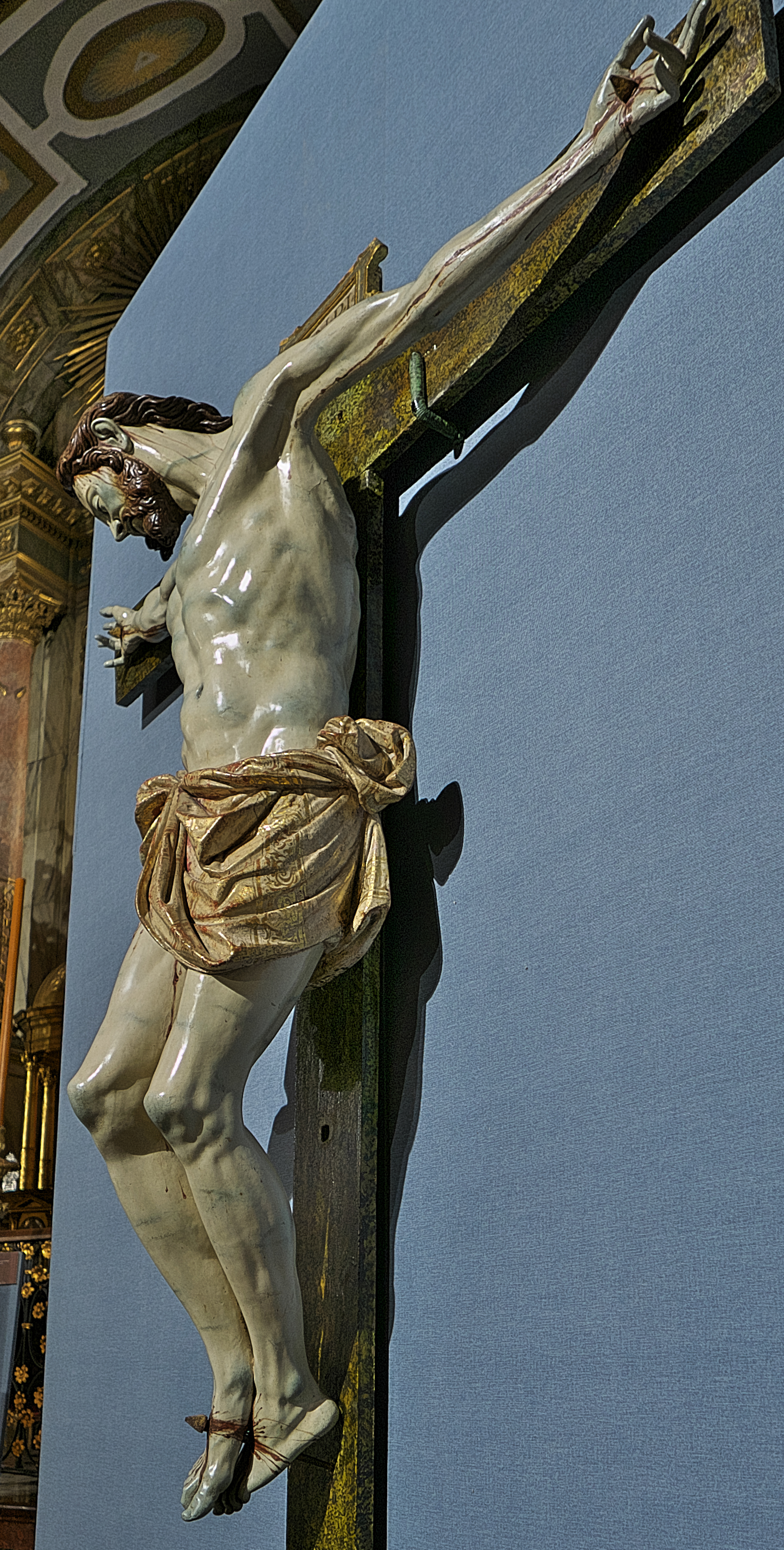
Crucifix de l'oratoire du Grand séminaire de Grenade.
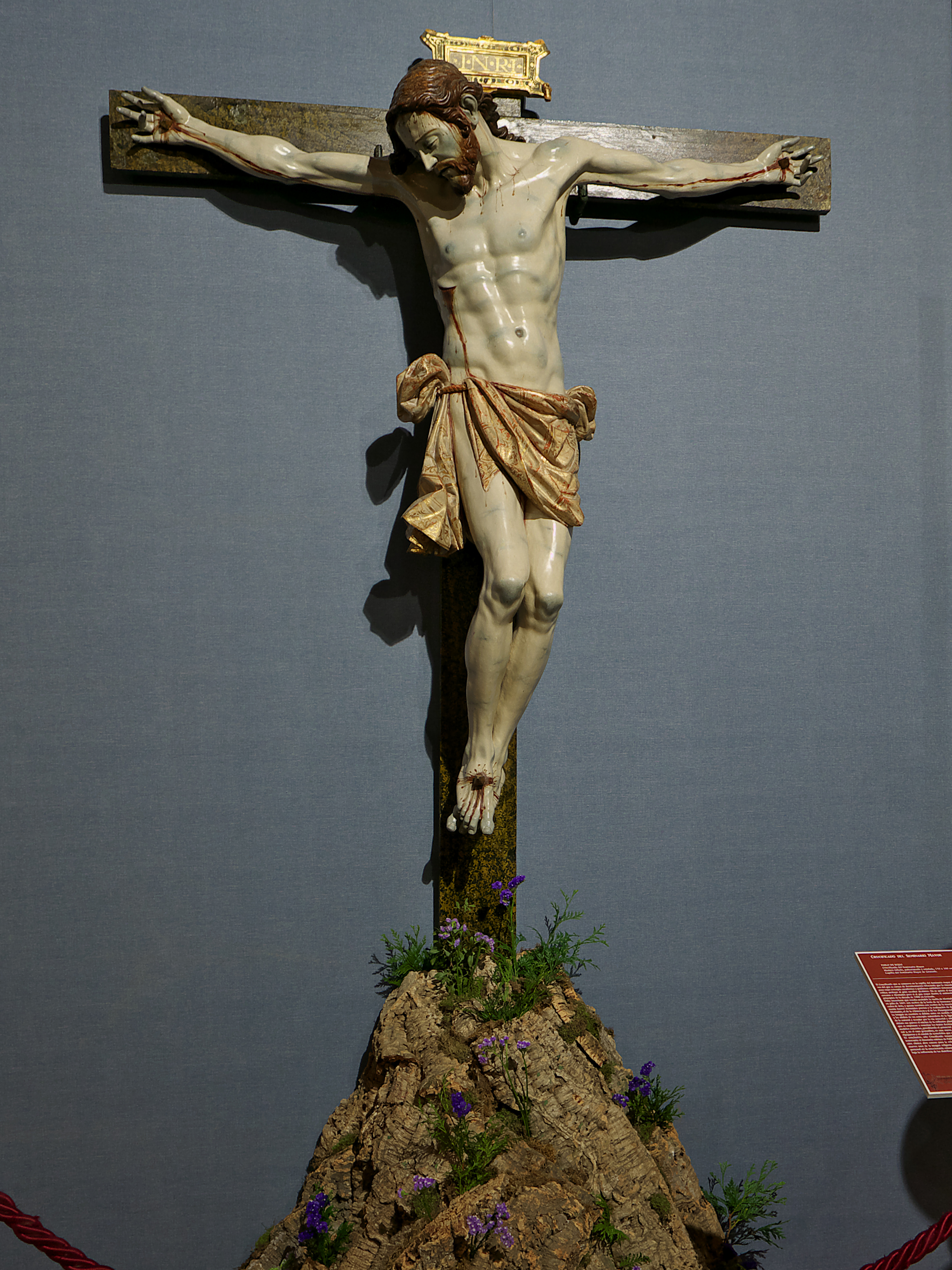
Crucifix de l'oratoire du Grand séminaire de Grenade.
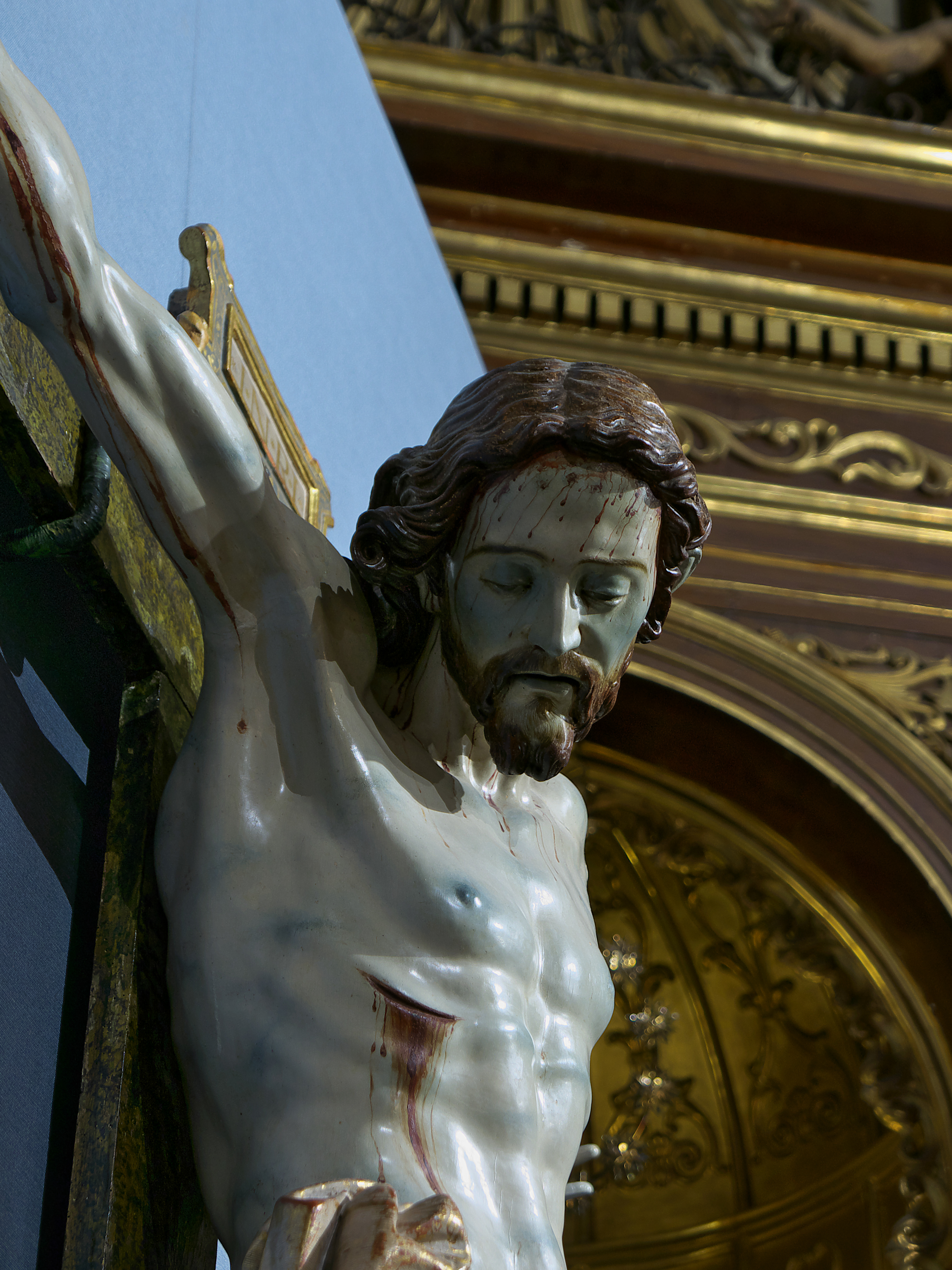
Crucifix de l'oratoire du Grand séminaire de Grenade (détail).
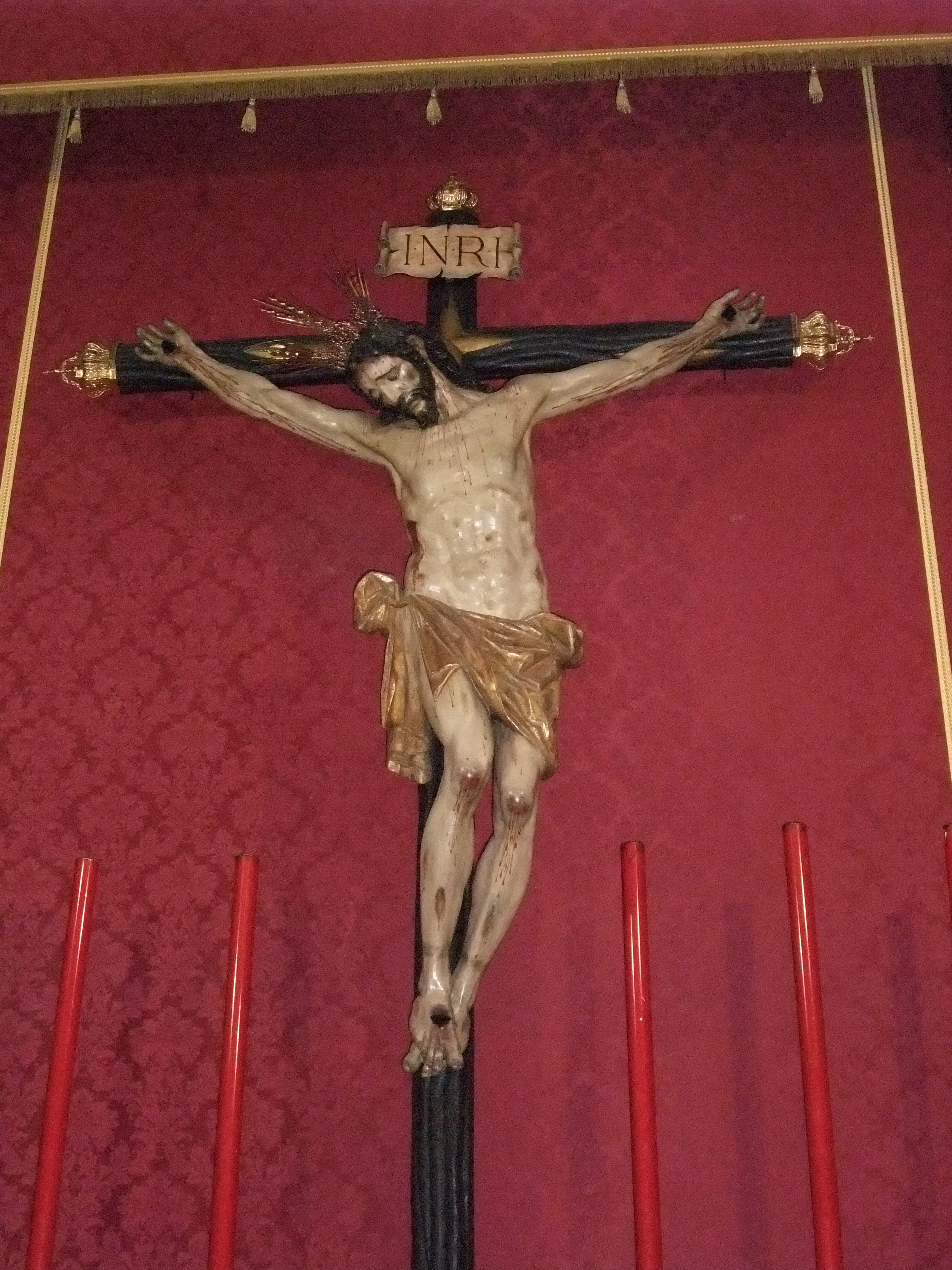
Christ des Faveurs, église San Cecilio, Grenade.

## Style et influence
L’œuvre de Pablo de Rojas est éminemment religieuse, conditionnée par la contre-réforme catholique impulsée par le Concile de Trente, avec la promotion du culte du Christ, de la Vierge, des saints, des reliques qui entraîne, particulièrement en Espagne, le développement des confréries et des fondations pieuses avides d'objets de culte, de retables monumentaux et de statues processionnelles. C'est dans ce contexte que Pablo de Rojas propose de nouveaux modèles iconographiques qui rencontrent le goût du public et  bénéficient ainsi d'une large diffusion. Ses modèles sont forts, trapus, « avec un visage large encadré de belles boucles qui laissent les oreilles exposées », leur pose solide pondérée par le mouvement de la jambe et du bras opposé. Suivant les recommandations tridentines, le sculpteur abandonne progressivement les archétypes classique et humanise les visages pour les rapprocher des fidèles.
On peut suivre cette évolution à travers les nombreuses représentations de Passions qui lui sont commandées, en raison du développement des célébrations de la Semaine Sainte : son Christ à la colonne (Christ de la Patience de l'église impériale de San Matías, une étude anatomique exceptionnelle) ; ses Nazaréens, un archétype dont il est le créateur : pour le couvent des Carmes des Martyrs (aujourd'hui à l'église paroissiale de Huétor-Vega de Grenade), pour la basilique Notre-Dame des Angoisses, et pour l'église Saint-François à Priego de Cordobà Ses Gisants (dont la Mise au tombeau de l'église Saint-Pierre à Priego de Cordobà) et sa série de crucifixions « aux racines maniéristes, s'intéresse à l'anatomie en mouvement, à la perception des volumes et à la proximité émotionnelle avec le dévot, avec des ruptures caractéristiques formées par la tête tombée et le torse tourné. vers la droite et les genoux du côté opposé ». La série commence en 1580 par le Crucifix de l'oratoire du Grand Séminaire de Grenade, et se poursuit avec celui de la Basilique Notre-Dame des Angoisses (1582) ; le Christ de l'Espérance (1592) de la Cathédrale ; le Christ de la Bonne Mort de la paroisse d'El Sagrario ; le Christ des Faveurs de l'église San Cecilio et le Christ del Salud, dans l'ermitage de Santa Fe,.
Les saints constamment proposés par l'Église aux fidèles comme modèles de vie, fournissent à de Rojas la possibilité de créer de nouvelles représentations plus naturalistes : Saint-Jacques pèlerin et Saint-Jean l'Évangéliste de la cathédrale de Grenade, comme celui de la paroisse de Corpus Christi, le Saint-Pierre repentant de l'église éponyme, le Saint-Roch montrant sa plaie et le Saint-Sébastien, tous deux du musée de la Casa de los Pisas.
Pablo de Rojas marque également de son empreinte l'iconographie mariale avec ses représentations de l'Immaculée Conception et de la Vierge Mère,.
Ses représentations féminines sont davantage idéalisées et imprégnées des canons de la Renaissance : , la Real - Sainte-Catherine d'Alexandrie, Sainte-Lucie, Sainte-Agathe, Sainte-Barbe, réalisées pour le couvent dominicain de Santa Cruz, offrent des profils adolescents et graciles et des visages apaisés, comme épargnés par les douleurs du martyre.
Rojas est le premier architecte à concevoir les personnages indépendants du retable auxquels ils participent, et pouvant par là-même être portés en procession. Mais il est souvent partie prenante d'opérations de grande envergure conçues par d'autres artistes et exécutées de concert avec d'autres sculpteurs, peintres et assembleurs,.
Pablo de Rojas est enfin un maître de la polychromie, même s'il en confie souvent le détail à d'autres artisans, notamment son neveu Pedro Raxis (1555-1627), Juan de Aragón et Antonio Mohedano,.
Pablo de Rojas se révèle donc comme un créateur de types iconographiques qui correspondent très bien aux exigences de la clientèle et aux courants réformistes post-tridentins. « Un remarquable compromis, en somme, entre idéalisme et naturalisme ».

## Enseignement et postérité
À Grenade, Rojas est imité par ses disciples : Diego de Navas, Martín de Aranda, Bernabé de Gaviria, Alonso de Mena et Luis de la Peña. On retrouve son influence chez Sebastián de Solís à Jaén ou Diego de Vega à Antequera. Son enseignement gagne Séville, par l'intermédiaire de son neveu, Gaspar Ragis. Il s'impose comme le lien entre Renaissance et baroque et comme un acteur essentiel de la genèse de l'école andalouse,.
Sa place dans l'art grenadin et andalou tient au rôle de professeur qu'il joue auprès de Juan Martínez Montañés, également originaire d'Alcalá, qui définira la nouvelle école baroque sévillane,.

## Œuvres[1],[2]
- Cathédrale (Grenade) - Retable de la Virgen de la Antigua (1588) avec Diego de Navas et Diego de Aranda. Il réalise les personnages de Sainte-Barbe, Saint-Jean l'évangéliste, Saint-Stéphane, Saint-Cecilio et Saint-Grégoire d'Elvira .
- Chapelle de la Vierge de l'Espoir de l'église Saint-Dominique. Sculptures de Saint-Jean-Baptiste, Catherine d'Alexandrie, Agathe, Lucie, Jacinto de Pologne et Saint-Pierre martyr (1598).
- Sculpture de Saint-Pierre et Saint-Jean l'évangéliste pour la chapelle Arauz de la paroisse Saint-Pierre (1597-1599).
- Panneau de l'Adoration des Bergers du grand retable de l'église Saint-Jérôme de Grenade (1603).
- Retable pour la paroisse d'El Sagrario (Grenade)
- Retable pour la paroisse Saint-Mathieu (Grenade)
- Retable pour la paroisse Corpus Christi (Grenade)
- Retable pour la paroisse Saint-Pierre et Saint-Paul (Grenade)
- Retable pour la paroisse de Saint-Cecilio et Sainte-Scolastique (Grenade)
- Retable pour le monastère de Saint-Jérôme (Grenade) - Adoration des bergers, Circoncision , Ascension et Venue du Saint-Esprit (ca 1605)
- Retable pour l'abbaye du Sacromonte (Grenade)
- Retable pour le Grand Séminaire (Grenade)
- Musée de la Casa de los Pisas (Grenade)
- Retable pour les paroisses d'Albolote, Quéntar, Víznar (Grenade)
- Retable pour l'hôpital de la Conception, Écija (Séville)
- Retable pour la paroisse de l'Assomption et l'église Saint-Pierre (Priego de Córdoba).

- Retable pour la chapelle Terrados, couvent de La Merced Calzada (1583).
- Retable et sculptures pour la chapelle López Dueñas, couvent de la Victoria (1596).
- Sculptures pour le retable de la Virgen de la Antigua dans la Cathédrale de Grenade (1586).
- Participation au retable principal d'Albolote (1605-1609).

### Passions
- Christ de la colonne (Christ de la Patience) de l'église impériale de San Matías (réalisé pour la chapelle de l'ancien hôpital de San Lázaro de Grenade).
- Jésus Nazaréen de la basilique Notre-Dame des Angoisses à Grenade (1584)
- Jésus Nazaréen de l’église Saint-François de Priego de Córdoba.
- Jésus Nazaréen église paroissiale de Huétor Vega, Grenade (1582-1587), initialement au couvent des Carmes des Martyrs.
- Crucifié pour le comte de Monteagudo (ca 1580).
- Crucifié du Grand Séminaire de Grenade.
- Crucifié de la cathédrale de Grenade (ca 1592)
- Crucifié de l'église d'El Sagrario.
- Gisant de l’église San Pedro à Priego de Córdoba.

### Statues mariales
- Immaculée conception (Vierge des Faveurs) de l'église Albaicinera de San Juan de los Reyes
- Immaculée conception du couvent de la Concepción.
- Immaculée conception (sculpture en pierre) au cimetière des chanoines de l'abbaye du Sacromonte.
- Vierge à l’enfant
- Copie d’une Vierge à l'Enfant de l'abbaye du Sacromonte.
- Groupe de Sainte Anne, la Vierge et l'Enfant de la cathédrale de Grenade (provenant de l'ancienne église de San Juan de los Reyes).
- Vierge des Faveurs. Église de San Juan de los Reyes, Grenade.

### Saints
- Saint-Cécilio, commandé pour le Sacromonte.
- Saint-Jean-Baptiste, église de la paroisse de Corpus Christi.
- Saint-Jacques pèlerin de la cathédrale de Grenade.
- Saint-Pierre repentant, de l'église Saint-Pierre.
- Saint-Roch montrant sa plaie, Casa de los Pisas (provenant du retable de la première église de l'hôpital de San Juan de Dios).
- Saint-Sébastien (provenant du retable de la première église de l'hôpital de San Juan de Dios).
- Sainte-Barbe, cathédrale de Grenade.

#### Saints du retable primitif de Notre-Dame d'Antigua
- Saint-Jean l'Évangéliste de la cathédrale de Grenade,
- Saint-Étienne
- Saint-Grégoire d'Elvria

#### Saintes martyres réalisées pour le couvent dominicain de Santa Cruz, la Real.
- Sainte-Catherine d’Alexandrie.
- Sainte-Lucie.
- Sainte-Agathe.